# Lars Vilks Komiteen
Lars Vilks Komiteen er en dansk komite, der blev grundlagt i 2012. Den arrangerede det debatmøde i København i februar 2015, hvor filminstruktøren Finn Nørgaard blev dræbt ved et terrorangreb. Senere forlod de fleste af de oprindelige medlemmer igen komiteen som følge af interne uenigheder, og i 2019 og 2020 udbrød der offentlig strid mellem stifterne om, hvorvidt komiteen fortsat eksisterede eller ikke.

## Formål og historie
Komiteen blev grundlagt i 2012 af forfatter Helle Merete Brix og billedkunstner Uwe Max Jensen med det erklærede formål at arrangere offentlige møder i København med den svenske kunstner Lars Vilks ”og at støtte op om hans ytringsfrihed, om retten til at tegne, tænke og tale frit”.
Komiteen var vært for det debatmøde på Krudttønden i februar 2015, hvor terroristen Omar El-Hussein med en M95-riffel skød og dræbte filminstruktøren Finn Nørgaard som begyndelse på terrorangrebene i København 2015.
Komiteen holdt efterfølgende i maj 2015 et møde på Christiansborg sammen med politikeren Mai Mercado pga. stedets bedre sikkerhedsmæssige forhold.

## Udmeldelser af komiteen
I juli 2015 forlod flere medlemmer komiteen efter interne uenigheder om komiteens sammensætning. Det gjaldt dagbladet Informations journalist Niels Ivar Larsen og den iranskfødte kunstner Firoozeh Bazrafkan. De begrundede deres udmeldelse med, at pluralismen og mangfoldigheden i projektet var forsvundet. Udmeldelsen førte til en ophedet debat på de sociale medier mellem de to på den ene side og Brix og Jensen på den anden side. Også debattøren Jaleh Tavakoli forlod komiteen.
I 2016 blev det Helle Merete Brix' tur til at trække sig fra komiteen, blandt andet fordi hun ikke ønskede at samarbejde længere med Uwe Max Jensen. Tilbage var Jensen og Mikael Jalving, som kort efter fik tilslutning fra tre nye ansigter, heriblandt den senere kendte kontroversielle partileder for Stram Kurs, Rasmus Paludan.

## Uenighed, om komiteen eksisterer
I februar 2019 skrev Weekendavisen i en artikel, at der var tvivl om, hvorvidt komiteen overhovedet fortsat eksisterede. Lars Vilks skrev på sin blog, at komiteen "har udspillet sin rolle og er et afsluttet kapitel", og Mikael Jalving udtalte til avisen, at komiteen havde været livløs i to år, og at den reelt ikke fandtes længere, når Vilks ikke ønskede det. Omvendt skrev Uwe Max Jensen på sin egen blog, at komiteen nok havde været i dvale, men at det ville være oplagt at genopvække den.
I februar 2020 skrev dagbladet Sjællandske på baggrund af oplysninger fra Jensen, at Lars Vilks Komiteen havde tildelt Stram Kurs-folketingskandidaten Søren Grinderslev Lars Vilks-prisen. Senere beklagede avisen imidlertid og meddelte, at denne nyhed havde været fake news, da komiteen ikke længere eksisterede. Lars Vilks meddelte i en mail til avisen, at "Lars Vilks-kommittén er nedlagt for flere år siden og den har naturligvis ikke uddelt en pris. Påstanden om prisuddelingen er en bevidst provokation fra en kunstner, som tidligere har været medlem af komiteen." Helle Merete Brix fortalte avisen, at alle de oprindelige medlemmer af komiteen, bortset fra Jensen, var enige om, at komiteen var nedlagt igen. Samtidig bestred Jensen overfor avisen, at komiteen var nedlagt.

## Medlemmer
- Uwe Max Jensen
- Ibi-Pippi Orup Hedegaard
- Rasmus Paludan
- Torri Christensen

## Tidligere medlemmer
- Firoozeh Bazrafkan
- Helle Merete Brix
- Mikael Jalving
- Jaleh Tavakoli
- Niels Ivar Larsen